# NGC 4753
NGC 4753 (другие обозначения — UGC 8009, MCG 0-33-16, ZWG 15.29, IRAS12498-0055, PRC D-23, PGC 43671) — линзообразная галактика (S0) в созвездии Дева.
Этот объект входит в число перечисленных в оригинальной редакции «Нового общего каталога».
В галактике вспыхнула сверхновая SN 1983G типа Ia. Её пиковая видимая звёздная величина составила 13.
В галактике вспыхнула сверхновая SN 1965I. Её пиковая видимая звёздная величина составила 13,5.